# Адалберт фон Вайкерсхайм
Адалберт фон Вайкерсхайм (на немски: Adalbert von Weikersheim; † сл. 1182) е господар на Вайкерсхайм и Хоенлое.

## Произход
Той е син на Конрад фон Вайкерсхайм (* ок. 1120; † сл. 1170), господар на Пфицинген (fl 1153 – 1170), и внук на Конрад II фон Пфицинген († сл. 1141) и София фон Хоенщауфен († сл. 1140), незаконна дъщеря на крал Конрад III и Герберга. Брат е на Конрад фон Вайкерсхайм († сл. 1183) и на Хайнрих фон Вайкерсхайм, господар на Хоенлое († сл. 1182).

## Фамилия
Адалберт се жени и има децата:
- Адалберт фон Хоенлое, господар на Вайкерсхайм († сл. 11 декември 1213), женен за Хедвиг († сл. 1216)
- Хайнрих фон Вайкерсхайм-Хоенлое (* ок. 1144; † сл. 1212), господар на Хоенлое, женен за Аделхайд фон Гунделфинген (* ок. 1160; † сл. 12 декември 1230)